# أليكان غوني
أليكان غوني (بالتركية: Alican Güney)‏ مواليد 25 فبراير 1989 في إسطنبول، هو لاعب كرة سلة تركي. بدأ مسيرته الاحترافية في سنة 2007. يلعب في الدوري التركي لكرة السلة. يبلغ طوله 6 قدم 6 بوصة (2.0 م). لعب مع فنربخشة لكرة السلة وغلطة سراي لكرة السلة.

## روابط خارجية
- أليكان غوني على موقع الاتحاد الدولي لكرة السلة (الإنجليزية)
- أليكان غوني على موقع الدوري الأوروبي لكرة السلة (الإنجليزية)
- أليكان غوني على موقع كرة السلة الأوروبية.كوم (الإنجليزية)
- أليكان غوني على موقع ريلجم (الإنجليزية)
- أليكان غوني على موقع بروبوليرز (الإنجليزية)
- أليكان غوني على موقع سبورتس رفرنس (الإنجليزية)